# Barbara Kuhn
Barbara Kuhn (* 1962) ist eine deutsche Romanistin.

## Leben
Kuhn studierte Bibliothekswesen sowie Romanistik und Germanistik in Stuttgart, Tours und Paris. Nach der Promotion 1993 an der Universität Stuttgart  war sie von 1997 bis 2004 wissenschaftliche Assistentin und nach der Habilitation Oberassistentin an der Westfälischen Wilhelms-Universität Münster. Nach der Habilitation 2001 in Münster war sie von 2004 bis 2009 Professorin für Romanische Literaturen an der Universität Konstanz. Seit 2009 ist sie Inhaberin des Lehrstuhls für Romanische Literaturwissenschaft I an der Universität Eichstätt-Ingolstadt. Seit 2020 ist sie Mitglied der Europäischen Akademie der Wissenschaften und Künste.
Ihre Forschungsinteressen sind Bildlichkeit und Narratologie in Mittelalter und früher Neuzeit, Literatur der italienischen Renaissance, Erzählen im 18. Jahrhundert, italienische Literatur des 19. Jahrhunderts (Schwerpunkt: Giacomo Leopardi), französische und italienische Gegenwartsliteratur, Rezeption der antiken Mythologie bis zur Gegenwart und Körperfigurationen im Text und auf der Bühne.
2014 wurde Kuhn von der Akademie der Wissenschaften und der Literatur mit dem Rudolf-Meimberg-Preis ausgezeichnet.

## Schriften (Auswahl)
- A la recherche du livre perdu. Der Roman auf der Suche nach sich selbst. Am Beispiel von Michel Butor: La Modification und Alain Robbe-Grillet: La Jalousie. Bonn 1994, ISBN 3-86143-014-2.
- Mythos und Metapher. Metamorphosen des Kirke-Mythos in der Literatur der italienischen Renaissance. München 2003, ISBN 3-7705-3858-7.
- Verfehlter Dialog oder versuchter Dialog? Zeitgenössischer Roman, Literaturwissenschaft und Erinnerungskunst. Zu Yasmina Rezas Une désolation und Antonio Tabucchis Si sta facendo sempre più tardi. Konstanz 2006, ISBN 3-87940-806-8.
- mit Marita Liebermann: Einführung in die italienische Literaturwissenschaft. Berlin 2014, ISBN 978-3-503-13792-3.